# Сем Клукас
Семуель Реймонд Клукас (нар. 25 вересня 1990) — англійський професійний футболіст, який грає як півзахисник у клубі Прем'єр-ліги Галл Сіті. Він почав свою кар'єру як молодіжний гравець за команду Лестер Сіті, де провів шість років, перш ніж стати вільним агентом. Сем навчався в коледжі імені Лінкольна і грав за клуб Неттілгем у 2008-09 роках. В основну команду Лінкольн Сіті його було переведено 2010 року.

## Кар'єра

### Ранній період розвитку кар'єри
Клукас народився в місті Лінкольн, графство Лінкольншир. Він почав свою кар'єру в складі молодіжної системи клубу Лестер Сіті, приєднавшись до їх академії у віці 10 років. В 16 років він залишив академію клубу Після залишення Лестера, Клукас грав на тимчасовій основі за клуб Неттілгем в Центральному чемпіонаті нижчої футбольної ліги в кінці сезону 2008-09.
Клукас одержав кваліфікацію спортивного промоутера в Лінкольн — коледжі. Йому запропонували футбольну стипендію в Сполучених Штатах, але Сем відмовився бо хотів перш за все підписати контракт з клубом Лінкольн Сіті на початку сезону 2009-10. Після успішного випробувального терміну в його перший сезон з рідним клубом він вразив головного менеджера команди Пітера Джексона, який описав його як «справжню знахідку». Сем грав також в фінальному матчі Кубка Лінкошира проти клубу Скантроп в якому його рідна команда зазнала поразки. Він зробив свій перший професійний дебют в основі клубу 1 вересня в їх домашній поразці проти клубу Дарлінгтон , перш ніж був заміненим на Кріса Фегана на 63 — й хвилині. В кінці грудня 2009 року, менеджер Кріс Саттон оголосив Клукаса одним з трьох гравців, які будуть включені в трансферний лист команди. У березні 2010 року Сему було запропоновано перейти в оренду в інший клуб. Клукас покинув клуб Лінкольн Сіті влітку 2010 року. У серпні 2010 року, Сем поступив на навчання в академіюБішам Аббіде напротязі двох років він отримував стипендію за відмінне навчання. В листопаді 2011 року гравець підписав контракт з клубом Другої Футбольної Ліги, Херефорд Юнайтед.

### Менсфілд

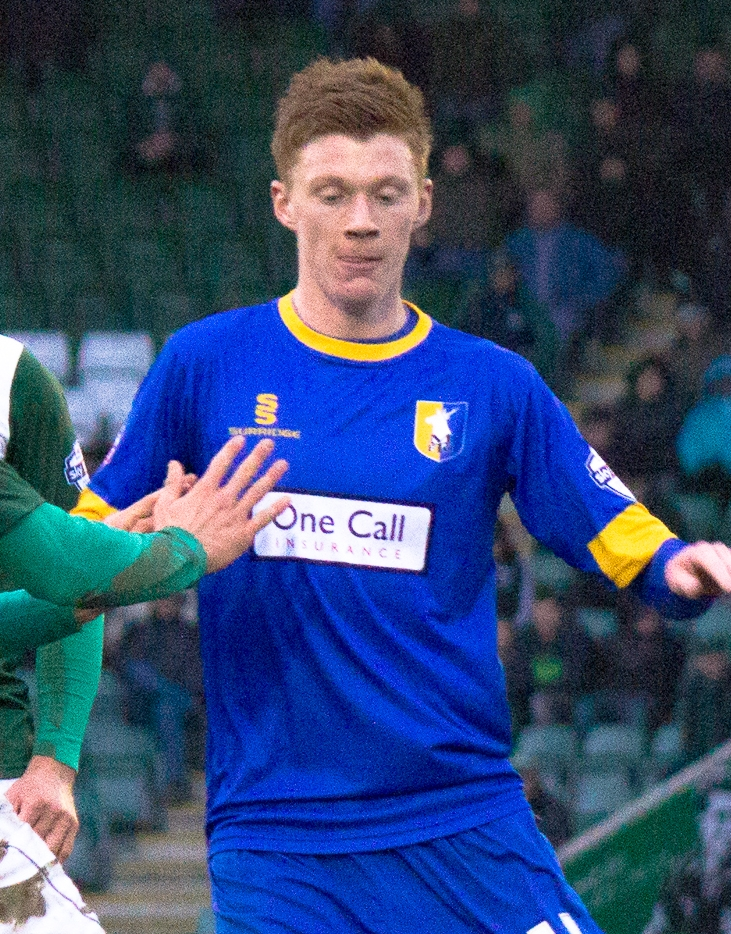
Клукас грає за Менсфілд Таун 2014 року

21 червня 2013 року Клукас підписав контракт на два роки з футбольним клубом Менсфілд Таун з оплатою в розмірі 20 000 фунтів. Додатково гравець отримав виплату від клубу в розмірі 15 % від вартості його трансферу, яке було призначено судом. Слід зауважити, що Сем міг приєднатися до футбольного клубу тієї ж ліги Крюв Александрія але обрав Менсфілд через те, що останній знаходився ближче до його рідного міста Лінкольна.

### Честерфілд
1 вересня 2014 року, в останній день літнього трансферного вікна, клуб Першої Ліги Честерфілд підписав контракт з гравцем не розголошуючи при цьому суму трансферу. Контракт було підписано на 3 роки.

### Галл Сіті
27 липня 2015 року, Клукас підписав контракт з командою Халл Сіті яка на той час виступала в Чемпіоншипі. Сума трансфера становила 1.3 мільйона фунтів. Сем дебютував за клуб у матчі проти Хаддерсфілд таун в перший день сезону 2015-16, забивши гол у тій грі. 13 серпня 2016 року Клукас дебютував в прем'єр — лізі. Його дебют описується як «винятковий» проти клубу Лестер Сіті. Чотири дні потому гравець підписав новий трирічний контракт з клубом. Він забив за Халл також в матчі-відповіді проти Лестера в березні 2017 року. Це був п'ятий сезон поспіль, в якому він забивав, в п'ятому дивізіоні, і в конференц чемпіонаті в 2012-13, Другій лізі в 2013-14, Першій лізі в 2014-15, Чемпіоншипі в 2015-16 рр, Прем'єр — Лізі в 2016-17

## Міжнародна кар'єра
Клукаса викликали в лави молодіжної збірної Англії де він зіграв всі 90 хвилин в переможному для них матчі проти команди Бермудських Островів 6 червня 2013.

## Особисте життя
Народився в місті Лінкольн, графство Лінкольншир. Клукас відвідував собор Святого Петра і Святого Павла католицької середньої школи.

## Кар'єрна статистика
Станом на 21 травня 2017
| Клуб, команда    | сезон            | ліга                | ліга                   | ліга           | Чемпіонат Англії | Чемпіонат Англії | Кубок Ліги     | Кубок Ліги | Інші           | Інші | Загалом        | Загалом        |
| Клуб, команда    | сезон            | Дивізіон            | Виступи                | Голи           | Виступи          | Голи             | Виступи        | Голи       | Виступи        | Голи | Виступи        | Голи           |
| ---------------- | ---------------- | ------------------- | ---------------------- | -------------- | ---------------- | ---------------- | -------------- | ---------- | -------------- | ---- | -------------- | -------------- |
| Лінкольн Сіті    | 01.05.2017       | друга ліга          | 0.00                   | 0              | 0                | 0                | 0              | 0          | 1              | 0    | 1              | 0.00           |
| Херефорді        | 01.05.2017       | друга ліга          | 17                     | 0.00           | 1                | 0                | 0              | 0          | 0              | 0.00 | 18             | 0.00           |
| Херефорді        | 13               | конференція Premier | 41                     | 8              | Святковий день   | 13.              | 0              | 0          | 0              | 0.00 | 44             | 9              |
| Херефорді        | всі              | всі                 | 58.                    | 8              | 4                | 13.              | 0              | 0          | 0              | 0.00 | 62             | 9              |
| Менсфілд         | 1                | друга ліга          | Уле-Айнер Бьордален 38 | 8              | Святковий день   | 5                | 13.            | 0          | 1              | 0.00 | Ерік Лессер 43 | 1              |
| Менсфілд         | 2014/15 роки     | друга ліга          | 5                      | 0.00           | 0                | 0                | 1              | 0          | 0              | 0.00 | 6              | 0.00           |
| Менсфілд         | всі              | всі                 | Ерік Лессер 43         | 8              | Святковий день   | 5                | 2              | 0.00       | 1              | 0.00 | 49             | 1              |
| Честерфілд       | 2014/15 років;   | перша ліга          | 41                     | 9              | 6                | Святковий день   | 0.00           | 0.00       | 2              | 0.00 | 49             | 1              |
| Галл Сіті        | (2015).          | чемпіонат           | 44                     | 6              | 2                | 0.00             | Святковий день | 0.00       | Святковий день | 0.00 | 52             | 6              |
| Галл Сіті        | 2016             | прем'єр-ліга        | 37                     | Святковий день | 2                | 0.00             | 2              | 0.00       | —              | —    | 41             | Святковий день |
| Галл Сіті        | всі              | всі                 | 81                     | 9              | 4                | 0.00             | 5              | 0.00       | Святковий день | 0.00 | 93             | 9              |
| загальна кар'єра | загальна кар'єра | загальна кар'єра    | 01.05.2017             | Йоханес Бьо 34 | 17               | 9                | 7              | 0.00       | 7              | 0.00 | 01.05.2017     | Ерік Лессер 43 |

## Нагороди
Галл СітіЧемпіонат плей-офф: 2015-16 роки